# Verdandi

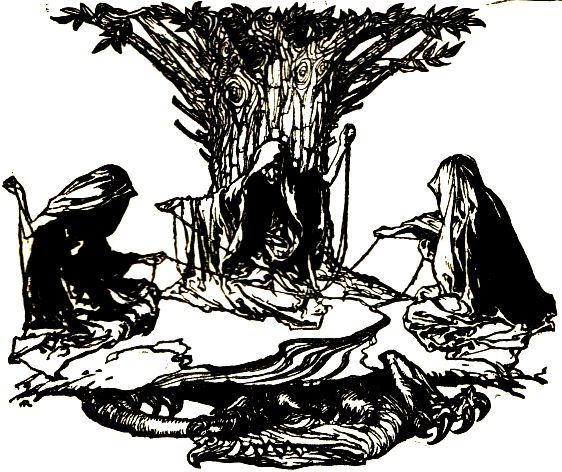
"Nornas fiando o destino dos homens" (1912) by Arthur Rackham.

Verdandi, Verthandi ou Verdante (do nórdico antigo, "Verðandi": "acontecimento" ou "presente") é uma das três nornas - deusas que determinam o destino dos homens. Deusa do presente na mitologia nórdica, juntamente com Urðr e Skuld, Verdante formam um trio de Nornas que são descritas como encarregadas do destino das pessoas. Ela é uma jovem que olha sempre para o presente.Aparece nos versos do poema Edda.